# Gornja Trnova
Gornja Trnova (en serbe cyrillique : Горња Трнова) est un village de Bosnie-Herzégovine. Il est situé dans la municipalité d'Ugljevik et dans la république serbe de Bosnie. Selon les premiers résultats du recensement bosnien de 2013, il compte 375 habitants.
Gornja Trnova constitue une communauté locale avec Donja Trnova et Srednja Trnova.

## Démographie

### Répartition de la population par nationalités (1991)
En 1991, le village comptait 420 habitants, répartis de la manière suivante :

## Personnalité
Filip Višnjić (1767-1834), un célèbre poète et guslar serbe, est né à Gornja Trnova. Un monument signale l'emplacement où se trouvait sa maison natale.